# Ciurila
Sânncraiu es una comuna Rumania, en el distrito de Cluj. Su población en el censo de 2002 era de 1.528 habitantes.
- Datos: Q16426178

1. ↑  Worldpostalcodes.org,código postal n.º 407230.